# حمض النوناكوسيليك
حمض النوناكوسيليك (أو حسب التسمية النظامية حمض النوناكوسانويك) هو حمض كربوكسيلي له الصيغة الكيميائية C29H58O2، والتي يمكن كتابتها على الشكل CH3(CH2)27COOH. ويكون على شكل صلب أبيض اللون. ينتمي حمض النوناكوسيليك إلى الأحماض الدهنية المشبعة.

## الوفرة الطبيعية
يوجد المركب في الطبيعة بشكل نادر، وذلك على شكل إستر في المنتجات الطبيعية الشمعية، مثل شمع مونتان وغيره.

## الخواص
يوجد المركب في الشروط القياسية على هيئة مادة صلبة، ذات لون أبيض، وهي غير منحلة عملياً في الماء، لكنها تذوب في المذيبات العضوية.

## اقرأ أيضاً
- حمض دهني